# Sven Boonen
Pour les articles homonymes, voir Boonen.
Sven Boonen, né le 23 juin 1978, est un judoka belge qui s'aligna d'abord dans la catégorie des poids super-légers (-60 kg) puis dans la catégorie des poids mi-légers (-66 kg).

## Palmarès
Sven Boonen a fait plusieurs podiums dans des tournois internationaux.
 
Il a été trois fois champion de Belgique U17, une fois champion de Belgique U20 et quatre fois champion de Belgique sénior :
| Chpt de Belgique sénior | Chpt de Belgique sénior | 1997 | 1998 | 1999 | 2000 | 2001 | 2002 | 2003 | 2004 | 2005 | 2006 | 2007 | 2008 | 2009 |
| ----------------------- | ----------------------- | ---- | ---- | ---- | ---- | ---- | ---- | ---- | ---- | ---- | ---- | ---- | ---- | ---- |
| super-légers            | -60 kg                  | 2e   | 1er  | 1er  | 2e   | 2e   | 1er  | 1er  | 2e   |      |      |      |      |      |
| mi-légers               | -66 kg                  |      |      |      |      |      |      |      |      | -    | -    | -    | -    | 3e   |